# Royal Rumble (2020)
Royal Rumble (2020) — тридцать третье в истории шоу Royal Rumble, PPV-шоу производства американского рестлинг-промоушна WWE. Оно состоялось 26 января 2020 года на арене «Минут Мейд Парк» в Хьюстоне, Техас, США. Мероприятие транслировалось по системе pay-per-view (PPV) по всему миру и доступно для трансляции через Peacock в США и WWE Network на международном рынке.
Традиционно победитель матча «Королевская битва» получает матч за звание чемпиона мира на WrestleMania того же года. 

## Результаты
| №                                                                                       | Результаты                                             | Условия                                                     | Время   |
| --------------------------------------------------------------------------------------- | ------------------------------------------------------ | ----------------------------------------------------------- | ------- |
| 1P                                                                                      | Шимус победил Шорти Джи                                | Одиночный матч                                              | 12:35   |
| 2                                                                                       | Андраде (с) (с Зелиной Вегой) победил Умберто Каррильо | Одиночный матч за титул чемпиона Соединённых Штатов WWE     | 14:20   |
| 3                                                                                       | Роман Рейнс победил Короля Корбина                     | Матч с удержаниями где угодно                               | 21:20   |
| 4                                                                                       | Шарлотт Флэр выиграла женскую «Королевкую битву»       | Матч «Королевская битва»                                    | 54:20   |
| 5                                                                                       | Бэйли (c) победила Лэйси Эванс                         | Одиночный матч за титул чемпиона WWE SmackDown среди женщин | 9:20    |
| 6                                                                                       | «Изверг» Брэй Уайатт (с) победил Дэниела Брайана       | Матч с ремнём за титул чемпиона Вселенной WWE               | 17:35   |
| 7                                                                                       | Бекки Линч (c) победила Аску (с Кайри Сейн)            | Одиночный матч за титул чемпиона WWE Raw среди женщин       | 16:25   |
| 8                                                                                       | Дрю Макинтайр выиграл мужскую «Королевкую битву»       | Матч «Королевская битва»                                    | 1:00:50 |
| - (ч) – чемпион на начало матча - P – указывает, что матч прошёл на предварительном шоу |                                                        |                                                             |         |